# 히로시마현
히로시마현(일본어: 広島県 히로시마켄[*])은 일본 혼슈 서남부의 주고쿠 지방에 있는 현이다. 현청 소재지는 히로시마시이다.

## 역사
히로시마 지역은 빈고국과 아키국으로 나뉘어 있었고 일본의 역사가 시작된 이래 무역과 문화의 중심지였다. 히로시마시는 주고쿠 지방의 전통적인 중심지이자 세키가하라 전투 이전까지 모리씨의 근거지였다. 에도 시대에는 히로시마번(藩)이라 하여 다이묘(大名) 아사노씨(浅野氏)가 지배하였다.
1945년 8월 6일 오전 8시 15분, 히로시마현 히로시마시 아이오이교 상공(정확히는 시마 외과병원 상공)에 미군의 원자 폭탄이 투하되었다.

## 지리
히로시마현은 주고쿠 지방 중앙에 있고 세토 내해 맞은 편으로 시코쿠와 접한다. 현의 대부분은 시마네현을 향해 달리는 산맥으로 이루어져 있으나 강과 해안가에 비옥한 평야가 발달해 있다. 히로시마현은 또한 세토 내해의 많은 작은 섬들을 포함한다. 내해 덕분에 히로시마의 기후는 온화하다.

## 인접하는 도도부현
돗토리현, 시마네현, 오카야마현, 야마구치현, ※에히메현, ※가가와현
가가와현은 해상을 통해 인접하고 에히메현은 세토 내해 효단섬에 육상의 경계를 갖는다. 또한 규슈로 건너올 경우 야마구치현을 거쳐 간몬교를 지나면 바로 올 수 있다. 일반 국도인 2번 국도를 전용하고 있는 간몬 국도 터널을 이용하면 규슈 최북단 기타큐슈시까지 연결된다.

## 인구
|                                                | |
| 히로시마현의 전국의 연령별 인구 분포（2005년） | 히로시마현의 연령·남녀별 인구 분포（2005년）                                                                           |
| ■자주색 ― 히로시마현 ■녹색 ― 일본전국          | ■파랑색 ― 남자 ■빨간색 ― 여자                                                                                          |
| · 히로시마현의 인구추이                        | |
| 일본 총무성 통계국 국세조사 결과               | |
|                                                | 기술적 문제로 인해 그래프를 일시적으로 사용할 수 없습니다. 파브리케이터와 미디어위키 위키에 더 자세한 정보가 있습니다. |

| 연도  | 인구      | ±% p.a. |
| ----- | --------- | ------- |
| 1890  | 1,319,507 | —       |
| 1903  | 1,508,713 | +1.04%  |
| 1913  | 1,691,699 | +1.15%  |
| 1920  | 1,541,905 | −1.32%  |
| 1925  | 1,617,680 | +0.96%  |
| 1930  | 1,692,136 | +0.90%  |
| 1935  | 1,804,916 | +1.30%  |
| 1940  | 1,869,504 | +0.71%  |
| 1945  | 1,885,471 | +0.17%  |
| 1950  | 2,081,967 | +2.00%  |
| 1955  | 2,149,044 | +0.64%  |
| 1960  | 2,184,043 | +0.32%  |
| 1965  | 2,281,146 | +0.87%  |
| 1970  | 2,436,135 | +1.32%  |
| 1975  | 2,646,324 | +1.67%  |
| 1980  | 2,739,161 | +0.69%  |
| 1985  | 2,819,200 | +0.58%  |
| 1990  | 2,849,847 | +0.22%  |
| 1995  | 2,881,748 | +0.22%  |
| 2000  | 2,878,915 | −0.02%  |
| 2005  | 2,876,642 | −0.02%  |
| 2010  | 2,860,750 | −0.11%  |
| 2015  | 2,844,963 | −0.11%  |
| 출처: |           |         |

## 지역

### 시부(市部)

#### 정령지정도시
| - 히로시마시(広島市) - 나카구(中区) - 니시구(西区) - 미나미구(南区) - 사에키구(佐伯区) | - - 아키구(安芸区) - 아사키타구(安佐北区) - 아사미나미구(安佐南区) - 히가시구(東区) |

#### 일반시
| - 구레시(呉市) - 미요시시(三次市) - 미하라시(三原市) - 다케하라시(竹原市) - 아키타카타시(安芸高田市) - 에타지마시(江田島市) - 오노미치시(尾道市) | - 오타케시(大竹市) - 쇼바라시(庄原市) - 하쓰카이치시(廿日市市) - 후쿠야마시(福山市) - 후추시(府中市) - 히가시히로시마시(東広島市) |

### 군부(郡部)
- 세라군(世羅郡)
  - 세라정(世羅町)
- 아키군(安芸郡)
  - 사카정(坂町) - 구마노정(熊野町) - 가이타정(海田町) - 후추정(府中町)
- 야마가타군(山県郡)
  - 아키오타정(安芸太田町) - 기타히로시마정(北広島町)
- 진세키군(神石郡)
  - 진세키코겐정(神石高原町)
- 도요타군(豊田郡)
  - 오사키카미지마정(大崎上島町)

## 경제
히로시마현의 주요 산업은 자동차(마쓰다는 히로시마현에 본사를 두고 있다)와 조선(구레시는 일본 해군의 주요 해군 기지 중 하나이다)이다.

## 교통

### 공항
- 히로시마 공항

### 철도
- 서일본 여객철도
  - 산요 신칸센
  - 산요 본선
  - 구레선
  - 가베선
  - 게이비선
  - 후쿠엔선
  - 기스키선
  - 산코선

- 히로시마 전철
  - 본선
  - 우지나선
  - 에바선
  - 하쿠시마선
  - 히지야마선
  - 요코가와선
  - 미야지마선

- 이바라 철도
  - 이바라선

- 히로시마 고속 교통
  - 히로시마 신교통 1호선

### 도로
- 고속도로
  - 산요 자동차도
  - 주고쿠 자동차도(주부 종관 자동차도(일본어판))
  - 시마나미 자동차도(일본어판)
  - 주부 횡단 자동차도(일본어판)
    - 히로시마 자동차도(일본어판)
    - 하마다 자동차도(일본어판)
    - 오노미치 자동차도(일본어판)
    - 마쓰에 자동차도(일본어판)

  - 히로시마 고속도로

- 국도
  - 국도 2호선
  - 국도 9호선
  - 국도 31호선
  - 국도 183호선
  - 국도 184호선
  - 국도 185호선
  - 국도 186호선
  - 국도 제261호선 (일본)(일본어판)
  - 국도 제313호선 (일본)(일본어판)
  - 국도 제314호선 (일본)(일본어판)
  - 국도 제317호선 (일본)(일본어판)
  - 국도 제375호선 (일본)(일본어판)
  - 국도 제432호선 (일본)(일본어판)
  - 국도 제433호선 (일본)(일본어판)
  - 국도 제434호선 (일본)(일본어판)
  - 국도 제437호선 (일본)(일본어판)
  - 국도 제486호선 (일본)(일본어판)
  - 국도 제487호선 (일본)(일본어판)
  - 국도 제488호선 (일본)(일본어판)

## 스포츠
히로시마 현에 연고지를 둔 스포츠 팀은 다음과 같다.
축구
- 산프레체 히로시마(히로시마시)

야구
- 히로시마 도요 카프(히로시마시)

## 관광
- 원폭 돔
- 히로시마성
- 이쓰쿠시마 신사